# Craspedosis purpurea
Craspedosis purpurea är en fjärilsart som beskrevs av W. Warren 1907. Craspedosis purpurea ingår i släktet Craspedosis och familjen mätare. Inga underarter finns listade i Catalogue of Life.